# Salam (lied)
Salam (Arabisch: Vrede) is een lied van de Algerijns-Franse rapper Boef en de Marokkaans-Belgische rapper Soufiane Eddyani. Het werd in 2017 als single uitgebracht en stond in hetzelfde jaar als zevende track op het album Slaaptekort van Boef.

## Achtergrond
Salam is geschreven door Sofiane Boussaadia en Soufiane Eddyani en geproduceerd door Marwan El Bachiri. Het is een nummer uit de genres nederhop en frithop. In het lied rappen en zingen de artiesten deels in het Nederlands en deels in het Arabisch over hoe ze nu terugkijken naar hun jeugd, hun weg naar succes en de positie van hun moeder daarin. Het nummer werd op de eerste dag van uitbrengen meer dan 300.000 keer in Nederland beluisterd, waarmee het toentertijd het record van meest beluisterd op één dag verbrak. De single heeft in Nederland de dubbel platina status.

## Hitnoteringen
De artiesten hadden succes met het lied in de hitlijsten van het Nederlands taalgebied. Het piekte op de derde plaats van de Nederlandse Single Top 100 en stond veertien weken in deze hitlijst. In de Nederlandse Top 40 kwam het tot de 23e positie. Het was vier weken in de Top 40 te vinden. De piekpositie in de Vlaamse Ultratop 50 was de 26e plaats in de drie weken dat het in deze lijst stond.